# Austrophilibertiella ditrichoidea
Austrophilibertiella ditrichoidea är en bladmossart som beskrevs av Ryszard Ochyra 1996. Austrophilibertiella ditrichoidea ingår i släktet Austrophilibertiella och familjen Ditrichaceae. Inga underarter finns listade i Catalogue of Life.